# Halecium dubium
Halecium dubium är en nässeldjursart som beskrevs av John Fraser 1941. Halecium dubium ingår i släktet Halecium och familjen Haleciidae. Inga underarter finns listade i Catalogue of Life.